# Lịch sử học nghệ thuật
Lịch sử học nghệ thuật là nghiên cứu về các đối tượng thẩm mỹ và biểu hiện thị giác trong bối cảnh lịch sử và phong cách. Theo truyền thống, ngành lịch sử học nghệ thuật nhấn mạnh hội họa, vẽ, điêu khắc, kiến trúc, gốm sứ và nghệ thuật trang trí, nhưng ngày nay, lịch sử nghệ thuật kiểm tra các khía cạnh rộng lớn hơn của văn hóa thị giác, bao gồm các kết quả hình ảnh và khái niệm khác nhau liên quan đến một định nghĩa nghệ thuật ngày càng phát triển. Lịch sử học nghệ thuật bao gồm việc nghiên cứu các đối tượng được tạo ra bởi các nền văn hóa khác nhau trên thế giới và trong suốt lịch sử truyền đạt ý nghĩa, tầm quan trọng hoặc phục vụ hữu ích chủ yếu thông qua các phương tiện trực quan.
Là một môn học, lịch sử nghệ thuật được phân biệt với phê bình nghệ thuật, liên quan đến việc thiết lập một giá trị nghệ thuật tương đối trên các tác phẩm cá nhân đối với những người khác có phong cách tương đương, hoặc xử phạt toàn bộ phong cách hoặc phong trào; và lý thuyết nghệ thuật hay " triết lý nghệ thuật ", liên quan đến bản chất cơ bản của nghệ thuật. Một nhánh của lĩnh vực nghiên cứu này là thẩm mỹ, bao gồm điều tra sự bí ẩn của sự cao siêu và xác định bản chất của cái đẹp. Về mặt kỹ thuật, lịch sử nghệ thuật không phải là những điều này, bởi vì nhà sử học nghệ thuật sử dụng phương pháp lịch sử để trả lời các câu hỏi: Nghệ sĩ đã tạo ra tác phẩm như thế nào?, Ai là nhà tài trợ?, Ai là giáo viên của nghệ sĩ? Ai là người xem tác phẩm? Ai là đệ tử của anh ấy hoặc cô ấy?, Những ảnh hưởng lịch sử nào đã định hình oeuvre của nghệ sĩ, và lần lượt anh ấy và cô ấy và tác phẩm đã ảnh hưởng đến tiến trình của các sự kiện nghệ thuật, chính trị và xã hội như thế nào? Tuy nhiên, có một câu hỏi đặt ra là liệu nhiều câu hỏi thuộc loại này có thể được trả lời thỏa đáng mà không cần xem xét các câu hỏi cơ bản về bản chất của nghệ thuật. Khoảng cách kỷ luật hiện nay giữa lịch sử học nghệ thuật và triết lý nghệ thuật (thẩm mỹ) thường cản trở những câu hỏi này.

## Phương pháp luận
Lịch sử học nghệ thuật là một thực tiễn liên ngành, phân tích các yếu tố khác nhau, văn hóa, chính trị, tôn giáo, kinh tế hoặc nghệ thuật, góp phần vào sự xuất hiện trực quan của một tác phẩm nghệ thuật.
Các nhà sử học nghệ thuật sử dụng một số phương pháp trong nghiên cứu của họ về bản thể học và lịch sử của các đối tượng.
Các nhà sử học nghệ thuật thường xem xét tác phẩm trong bối cảnh thời đại của nó. Tốt nhất, điều này được thực hiện theo cách tôn trọng các động lực và mệnh lệnh của người sáng tạo ra nó; với việc xem xét các mong muốn và định kiến của các khách hàng quen và nhà tài trợ của nghệ sĩ; với một phân tích so sánh về các chủ đề và cách tiếp cận của các đồng nghiệp và giáo viên của người sáng tạo; và với sự xem xét của biểu tượng và biểu tượng. Nói tóm lại, cách tiếp cận này xem xét tác phẩm nghệ thuật trong bối cảnh thế giới mà nó được tạo ra.
Các nhà sử học nghệ thuật cũng thường kiểm tra công việc thông qua phân tích hình thức; đó là việc sử dụng đường nét, hình dạng, màu sắc, kết cấu và bố cục của người sáng tạo. Cách tiếp cận này xem xét cách nghệ sĩ sử dụng mặt phẳng hình ảnh hai chiều hoặc ba chiều của không gian điêu khắc hoặc kiến trúc để tạo ra nghệ thuật của mình. Cách các yếu tố cá nhân này được sử dụng kết quả trong nghệ thuật đại diện hoặc phi đại diện. Người nghệ sĩ bắt chước một đối tượng hoặc hình ảnh được tìm thấy trong tự nhiên? Nếu vậy, nó là đại diện. Nghệ thuật càng gần với sự bắt chước hoàn hảo, nghệ thuật càng hiện thực. Nghệ sĩ không bắt chước, mà thay vào đó dựa vào biểu tượng, hoặc theo một cách quan trọng phấn đấu để nắm bắt bản chất của thiên nhiên, thay vì sao chép trực tiếp? Nếu vậy thì tác phẩm nghệ thuật đó là phi biểu tượng, và cũng được gọi là nghệ thuật trừu tượng. Chủ nghĩa hiện thực và trừu tượng tồn tại trên một sự liên tục. Ấn tượng là một ví dụ về phong cách đại diện không bắt chước trực tiếp, nhưng được tạo ra để tạo ra một "ấn tượng" về tự nhiên. Nếu tác phẩm không mang tính đại diện và là sự thể hiện cảm xúc, khát khao và khát vọng của người nghệ sĩ, hoặc là tìm kiếm những lý tưởng về cái đẹp và hình thức, thì tác phẩm không mang tính đại diện hay tác phẩm là thuộc chủ nghĩa biểu hiện.
Một phân tích mang tính biểu tượng là một trong đó tập trung vào các yếu tố thiết kế cụ thể của một đối tượng. Thông qua việc xem xét kỹ các yếu tố như vậy, có thể theo dõi cội nguồn của chúng và cùng với đó rút ra kết luận liên quan đến nguồn gốc và quỹ đạo của các họa tiết này. Đổi lại, có thể thực hiện bất kỳ số lượng quan sát liên quan đến các giá trị xã hội, văn hóa, kinh tế và thẩm mỹ của những người chịu trách nhiệm tạo ra đối tượng.